# Argiope thai
Argiope thai là một loài nhện trong họ Araneidae.
Loài này thuộc chi Argiope. Argiope thai được Herbert Walter Levi miêu tả năm 1983.